# ファルハド・ヴァシエフ
ファルハド・サイジャノヴィチ・ヴァシエフ（ペルシア語: فرهاد واصیف、タジク語: Восиев Фарҳод Саидҷонович、ラテン文字: Farkhod Saidjonovich Vasiev、1990年4月14日 - ）は、タジキスタン・ドゥシャンベ出身のタジキスタン代表プロサッカー選手である。ポジションはDF。

## 概要
2007年に17歳でロシア・プレミアリーグのサトゥルン・モスクワ・オブラストへと移籍、以降ロシアリーグでプレーを続けている。同年にはタジキスタン代表初の世界大会出場となった2007 FIFA U-17ワールドカップにも出場し、A代表にも選出され、2010 FIFAワールドカップ・アジア予選にも出場している。